# Басуальдо, Хосе
Хосе́ Ора́сио Басуа́льдо (исп. José Horacio Basualdo; родился 20 июня 1963 года в Буэнос-Айресе, Аргентина) — аргентинский футболист, выступавший на позиции полузащитника. Участник чемпионатов мира 1990 и 1994 годов в составе сборной Аргентины. После окончания карьеры футболиста стал футбольным тренером.

## Клубная карьера
Басуальдо начинал играть в аргентинских командах, выступающих в низших дивизионах Примеры. В 1989 году он подписал контракт с немецким «Штутгартом». В Германии он провел два сезона, являясь основным полузащитником команды. В 1991 году он вернулся на родину, где два сезона без особых достижений выступал за «Расинг Авельянеда». В 1993 году Хосе перешёл в «Велес Сарсфилд». В своем первом же сезоне Басуальдо вместе с новой командой стал чемпионом Клаусуры 1993. В следующем году он помог Велесу завоевать Кубок Либертадорес и добиться победы в Межконтинентальному кубке. В 1995 году Хосе во второй раз выиграл национальное первенство.
В январе 1996 года Хосе перешёл в «Бока Хуниорс», за который выступал до лета. В июле Басуальдо уехал в Испанию, где выступал за команды Сегунды, «Экстремадуру» и «Реал Хаэн». В 1998 году он вернулся в Аргентину, подписав контракт с командой «Депортиво Эспаньол». В новом клубе он провел полгода, после чего во второй раз решил попробовать свои силы в стане «Бока Хуниорс». В составе «Боки» Басульдо три раза выиграл чемпионат Аргентины, а также во второй раз в карьере стал обладателем Кубка Либертадорес. После ухода из клуба в 2001 году Хосе пытался реанимировать свою карьеру, возвращаясь в свои бывшие команды. В 2003 году он принял решение о завершении карьеры футболиста в клубе, в котором её начал.

## Международная карьера
В 1989 году Басуальдо дебютировал в сборной Аргентины. За национальную команду он провёл 31 матч. Хосе в составе сборной принимал участие в Чемпионатах мира 1990 и 1994 годов, а также в 1993 году стал обладателем Кубка Америки.

## Достижения
Командные
 «Велес Сарсфилд»
- Чемпионат Аргентины по футболу — Клаусура 1993
- Чемпионат Аргентины по футболу — Апертура 1995
- Обладатель Кубка Либертадорес —— 1994
- Обладатель Межконтинентального кубка —— 1994

 «Бока Хуниорс»
- Чемпионат Аргентины по футболу — Клаусура 1998
- Чемпионат Аргентины по футболу — Клаусура 1999
- Чемпионат Аргентины по футболу — Апертура 2000
- Обладатель Кубка Либертадорес —— 2000
- Обладатель Межконтинентального кубка —— 2000

Международные
 Аргентина
- Кубок Америки по футболу — Клаусура 1993
- Кубок Америки по футболу — Клаусура 1989
- Участник Чемпионата мира — 1990
- Участник Чемпионата мира — 1994